# 跨山输油管道
跨山输油管道（英語：Trans Mountain pipeline），或简称跨山油管，是一条将原油和成品油从艾伯塔省运往加拿大不列颠哥伦比亚省的管道。该管道目前由加拿大政府通过联邦皇家公司加拿大发展投资公司(CDEV) 的子公司跨山管道公司拥有。在CDEV于2018年8月31日购买管道所有权之前，该管道由位于德克萨斯州休斯顿的一间管道运营商所有。该管道自1953年以来一直在使用。它是唯一一条在艾伯塔与不列颠哥伦比亚之间运行的管道。
2013年，加拿大国家能源委员会收到美国运营商关于扩建第二个跨度管道的请求。计划中的第二条管道与现有管道大致平行，竣工后，整条管道的运输量将从300,000桶每日（48,000立方每日）  每天达到890,000桶每日（141,000立方每日）。该提案因其潜在的环境影响、面临的法律挑战以及环保主义者和原住民团体的抗议而引起极大争议。2018年初，阿尔伯塔省和不列颠哥伦比亚省因扩建项目发生激烈的贸易战。
2018年，美国运营商以45亿加元的价格将整条管道出售给了加拿大联邦政府。
2018年8月，联邦上诉法院推翻了此前对管道扩建的批准，理由是政府在批准扩建项目之前没有充分咨询原住民团体并评估其环境影响。 从11月19日开始，加拿大政府重新启动了与受管道影响的土著群体的第三阶段磋商。
2019年6月18日，总督理事会(GIC)指示国家能源委员会给项目颁发证书，正式允许跨山扩建项目的建设和运营。
2020年7月2日，加拿大最高法院驳回了对联邦上诉法院先前决定的上诉，从而结束了对扩建进行任何法律挑战的可能性。
在2020年秋季，尽管面对COVID-19疫情、石油价格以及“估计成本增加52亿美元至126亿美元”，管道扩建仍继续按计划进行。

## 历史
1947年2月14日，艾伯塔省勒杜克附近发现了大型石油矿床。在亚洲以及加拿大和美国对石油需求不断增长的推动下，修建一条从艾伯塔省链接到不列颠哥伦比亚的输油管道的想法很快就出现了。美国军方也有兴趣开发这种基础设施，以便更容易获得石油用于军事用途。
1951年3月21日，跨山管道公司根据议会特别法案成立。同一天，该公司向运输委员会委员会提出了修建管道的建议。该公司的所有权由加拿大柏克德有限公司和标准石油公司分割。
1952年2月，跨山管道经董事会批准开工建设。1953年10月17日，石油正式开始通过管道泵送，整个项目共耗资9300万美元。 
2004年，管道运营商在阿尔伯塔省欣顿和不列颠哥伦比亚省哈格里夫斯之间运行的部分添加了额外的管道。
2008年，扩建计划完成，整条管道的石油输送量由260,000至300,000桶每日（41,000至48,000立方每日）。 

### 泄漏历史
自1961年以来，跨山输油管道已向加拿大国家能源委员会报告了大约84起泄漏事件。 尽管大多数发生在泵站等封闭区域，并且大多数都低于1.5立方米的强制性报告阈值，但还是发生了一些重大泄漏事件：
- 2005年阿伯茨佛德泄漏：破裂的管道倾倒了210 m3（1,300 bbl） 的原油。该公司将事故归因于邻近物业的活动。 [10]
- 2007年本那比泄漏：本那比市污水项目的承包商使管道破裂，造成224—234 m3（1,410—1,470 bbl）的原油泄漏。其中一些通过本拿比雨水排放系统流入河流。但大部分泄漏的都被回收。共有11间房屋被原油覆盖，大约225-250名居民被疏散或自愿离开。清理工作共耗时一年多。[11] [12] [13] [14]
- 2009年本那比泄漏：约305 m3（1,920 bbl）的原油从码头的一个油罐中泄漏。大部分都流入了原油收容区，并没有造成显著损失。 [15]
- 2012年苏玛斯泄露：约90 m3（570 bbl）的原油从苏玛斯山储油罐泄漏。大部分流入了一个收容区，并没有造成显著危害。 [16]
- 2020年苏玛斯泄漏：约1195桶轻质原油从连接到主线的小管道中泄漏。跨山输油公司报告说，泄漏物并没有流出收容区，目前正在监测地下水是否受到污染。[17]

## 管道扩建工程
2013年6月18日，管道运营商根据《国家能源委员会法案》第III部分向加拿大国家能源委员会提交申请，在跨山管道扩建项目下建造第二条管道。第二条管道与现有管道大致平行，位于埃德蒙顿和本拿比（温哥华以东）之间，主要用于运输稀释的沥青。额外的管道需要建设12个新的泵站。此次扩建拟议新建980公里的管道，将使系统的容量从300,000桶每日（48,000立方每日）提升至890,000桶每日（141,000立方每日）。此次投资的74亿美元将完成艾伯塔省斯特拉斯科纳县和不列颠哥伦比亚省本拿比之间的连接。

跨山管道与其他加拿大能源监管机构管理的输油管道。

2016年，不列颠哥伦比亚省表示不支持管道扩建，部分原因是管道运营商没有提供有关泄漏预防和泄漏清理的计划。2016年11月29日，加拿大联邦内阁批准了扩建项目，宣布该批准“受157个约束条件的约束，这些条件将解决潜在的土著、社会经济和环境影响，包括项目工程、安全和应急准备。
2017年1月11日，不列颠哥伦比亚省省长简蕙芝宣布该省支持扩建跨山输油管道，称该项目符合政府的五个批准条件，这些条件内包括一项价值高达10亿加元的收入分享协议。
2018年，联邦政府以45亿加元收购了跨山输油管道。联邦政府于2018年5月宣布了此次收购。当时，政府表示将寻求外部投资者来完成扩张。
2020年，此前支持该项目的3家保险公司撤回了支持，其中包括领先的保险公司苏黎世保险集团。即便如此，支持该项目的公司仍表示，该项目有足够的保险保障。
在2020年9月接受加拿大媒体采访时，跨山输油管道的首席执行官伊恩·安德森 (Ian Anderson) 表示，尽管“估计成本增加了52亿美元至126亿美元”，但扩建工程仍在按计划进行。安德森列举了其他建筑挑战，包括COVID-19大流行，导致石油价格暴跌的燃料需求下滑，以及社会团体反对管道扩建的持续抗议活动。

### 辩论
输油管道扩建项目一直受到环保主义者和原住民团体的批评。现有和拟建的管道通过胡安·德·富卡海峡运送稀释的沥青，这是一个极其敏感的环境区域。为了到达终点站，油轮必须从公海穿过一条非常狭窄的浅水通道，由于容易发生碰撞，该通道存在显著泄漏风险。根据Stand.earth（前身为ForestEthics）的说法，环保主义者对布勒内湾的溢油风险增加而表示担忧。现阶段，布勒内湾30%的出海口被石油公司占用，油轮运输量增加了7倍。
支持这条管道的人表示，这条管道将为加拿大西部地区创造大量就业机会，并且与通过铁路运输石油相比，它泄漏石油的风险更低。
西蒙弗雷泽大学于2014年的一项研究声称，管道管理公司高估了管道扩建的经济效益。从2008年到2018年，加拿大重质原油基准西加精选(WCS）相对于轻油基准西德克萨斯中质原油 (WTI) 的平均折扣为17美元。这在2018年秋季扩大至创纪录的50美元，当时WCS的价格创下每桶不到14美元的历史新低。 
2017年11月，加拿大自然资源部长吉姆·卡尔表示，联邦政府已致函国家能源委员会，以支持争端解决程序，从而加快未来因省或市许可而阻碍扩张的任何争端。不列颠哥伦比亚省环境部长指责联邦政府干预对该项目的独立审查，认为“这是对一个省执行自己的许可证、自己的法规和其利益的权利的极不寻常和令人不安的侵犯”。 
2018年1月30日，不列颠哥伦比亚省政府提议限制增加可以从艾伯塔省进口到该省的稀释沥青数量，直到完成有关是否可以减轻潜在泄漏的研究。该省还宣布有意与当地社区和原住民等进行进一步磋商。艾伯塔省省长雷切尔·诺特利（Rachel Notley）批评该提案是组织跨山输油管道扩张的拖延策略，并解释说“不列颠哥伦比亚省政府完全有权就其公民的任何意愿进行磋商。但它无权改写我们的宪法，也无权为自己行使它所没有的权力”。2018年2月6日，诺特利命令艾伯塔省博彩和酒类委员会停止进口不列颠哥伦比亚省的葡萄酒，作为对这些举措的报复性制裁。 葡萄酒制裁令于2018年2月22日解除。
2018年4月16日，艾伯塔省政府出台了《保护加拿大经济繁荣法案》，该法案赋予加拿大能源部长监管艾伯塔省原油、天然气或精炼燃料出口的权力。该法案可用于有效禁止向不列颠哥伦比亚省出口艾伯塔省的天然气。因此，不列颠哥伦比亚省总检察长尹大卫威胁要就该法案起诉阿尔伯塔省，因为他认为该法案违宪，并表示这可能对该省的汽油价格产生进一步影响。  
2018年5月29日，加拿大联邦政府宣布收购该油管。但政府并不打算继续成为管道的永久所有者，因为它计划寻求外部投资者来资助这个项目。如果政府在收购完成前找不到买家，则将通过国有企业进行收购，并在此期间进行运营。对于因省或市政府采取法律行动而导致项目的任何延误或阻碍，最终企业将获得政府的赔偿。如果企业由于法律压力而无法完成项目，或者尽管做出了合理的努力，但仍无法在规定的期限内完成项目，政府也可以选择支付费用或回购管道。 
跨山输油管道扩建的批评者认为，这项拟议的购买是纳税人资助的对该项目的救助。不列颠哥伦比亚省省长贺谨 (John Horgan)表示，此次出售不会影响省政府阻止管道扩建的持续努力，并表示“与其去法院确定司法管辖区，不如做出影响纳税人的财务决定，他们将不得不对此负责”。不列颠哥伦比亚省印第安酋长联盟主席斯图尔特菲利普表示，该联盟“对加拿大政府愿意将纳税人的钱投资于如此备受争议的化石燃料项目而感到非常震惊和震惊”。
2018年8月30日，联邦上诉法院推翻了政府对扩建项目的批准，理由是它没有充分履行宪法义务来咨询当地的原住民群体， 并且因为该项目很可能会影响到加拿大西海岸附近的萨利什海濒临灭绝的虎鲸的栖息地。8月31日，加拿大总理特鲁多表示，尽管遭遇了挫折，但联邦政府仍致力于管道扩建项目。 针对批准被推翻的情况，省长雷切尔·诺特利宣布艾伯塔省将退出全国碳定价，并呼吁就联邦法院8月30日的决定向加拿大最高法院提出上诉。

### 抗议活动
2012年9月，不列颠哥伦比亚的原住民领袖曾希望在2012年9月1日完全关闭整条输油管道。
在2014年11月本拿比山抗议期间，管道扩建的反对者在本拿比山公园扎营，阻挠管道施工人员，最终导致100多人被捕。

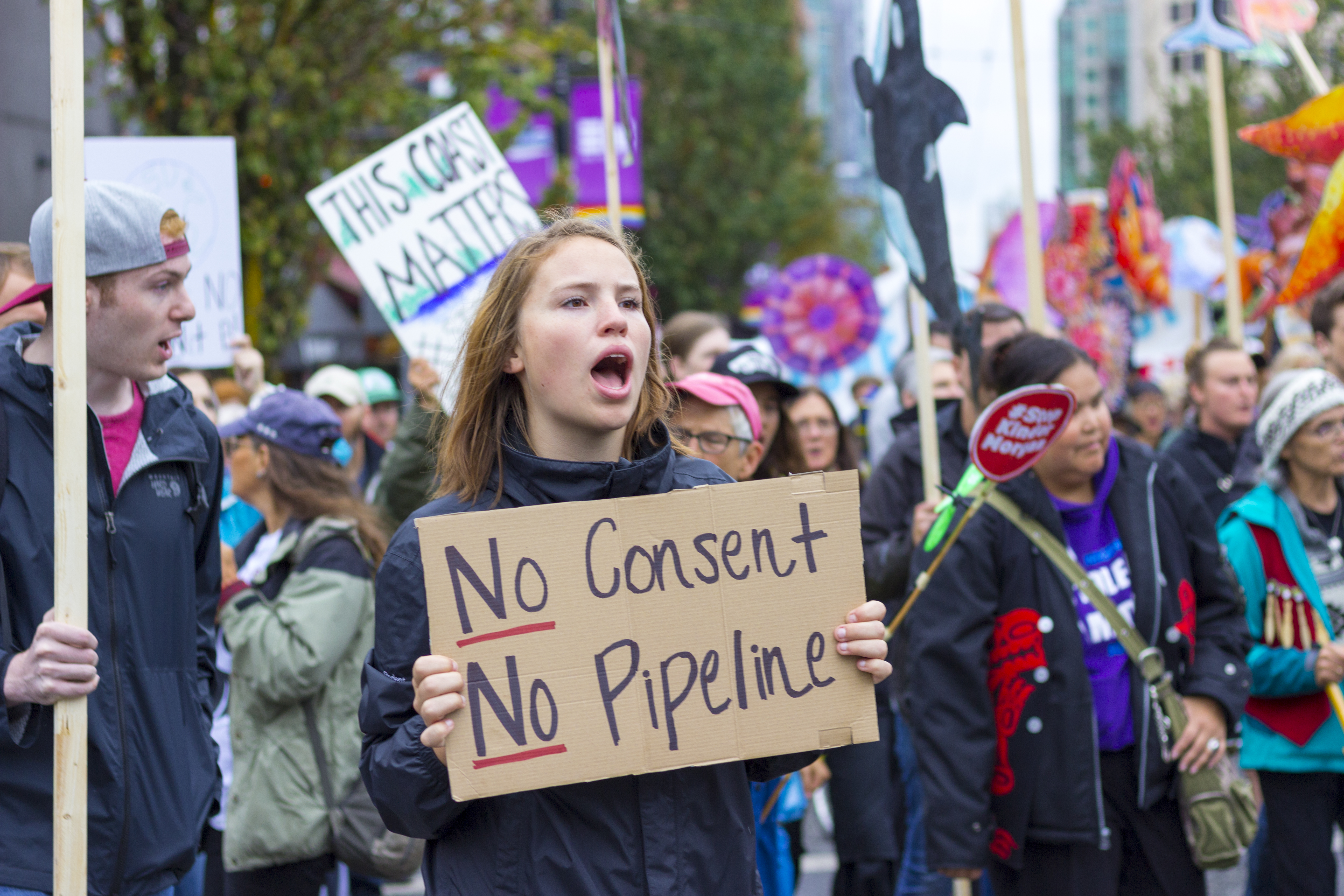
一名抗议者在2017年的一次集会上举着标语。

### 第三阶段磋商（2018年11月至今）
为回应联邦法院推翻跨山的联邦授权，加拿大政府“重新启动了第三阶段磋商”，这一次磋商以加拿大自然资源部为牵头机构，政府任命弗兰克·艾科布奇法官监督磋商。一个自然资源部的小组听取了为期三周的土著团体证词，其中包括受管道影响的117个土著群体，从11月19日开始，自然资源部在卡尔加里、维多利亚和纳奈莫举行了多次会议。
2020年跨山管道的成本已从74亿美元跃升至126亿美元。据跨山管道公司称，预计运营第一年的息税折旧和摊销前利润预计至少为15亿美元，并且估计每年都会增长。126亿美元包括现在的贾斯汀·特鲁多 (Justin Trudeau) 政府于2018年以45亿美元购买该项目之前花费的资金。

### 总督理事会 (GIC) 批准
2019年6月18日，“跨山扩建项目的建设和运营”获得总督理事会（GIC）批准。根据理事会命令，国家能源委员会应该立即向跨山输油公司颁发许可证及必要证明。

### 未决诉讼
2020年7月1日，加拿大最高法院驳回了数个原住民团体对跨山输油管道扩建工程的上诉，从此扩建工程已经没有了任何法律上的阻力。